# Mispila philippinica
Mispila philippinica là một loài bọ cánh cứng trong họ Cerambycidae.